# Roxy: Tonight's the Night Live
Roxy: Tonight's the Night Live je koncertní album kanadského hudebníka Neila Younga. Vydáno bylo 24. dubna roku 2018 společností Reprise Records. Obsahuje záznam z koncertů, které Young se svou kapelou odehrál mezi 20. a 23. zářím roku 1973 v klubu Roxy Theatre v Los Angeles. V hitparádě Billboard 200 se umístilo na 70. příčce.

## Seznam skladeb
Autorem všech skladeb je Neil Young, pokud není uvedeno jinak.
| Pořadí | Název                                 | Délka |
| ------ | ------------------------------------- | ----- |
| 1.     | Intro                                 | 0:51  |
| 2.     | Tonight's the Night                   | 6:48  |
| 3.     | Roll Out the Barrel (Jaromír Vejvoda) | 0:52  |
| 4.     | Mellow My Mind                        | 3:11  |
| 5.     | World on a String                     | 2:43  |
| 6.     | Band Intro                            | 1:23  |
| 7.     | Speakin' Out                          | 6:37  |
| 8.     | Candy Bar Rap                         | 0:31  |
| 9.     | Albuquerque                           | 3:51  |
| 10.    | Perry Como Rap                        | 0:17  |
| 11.    | New Mama                              | 2:39  |
| 12.    | David Geffen Rap                      | 0:35  |
| 13.    | Roll Another Number (For the Road)    | 4:40  |
| 14.    | Candy Bar 2 Rap                       | 0:28  |
| 15.    | Tired Eyes                            | 7:02  |
| 16.    | Tonight's the Night – Part II         | 6:38  |
| 17.    | Walk On                               | 3:38  |
| 18.    | Outro                                 | 0:31  |

## Obsazení
- Neil Young – zpěv, kytara, harmonika, klavír
- Ben Keith – pedálová steel kytara, slide kytara, zpěv
- Nils Lofgren – klavír, kytara, zpěv
- Billy Talbot – baskytara
- Ralph Molina – bicí, zpěv